# Tourisme en Corse
Le tourisme en Corse représente une part significative de l'économie de l'île, avec dès 2005 environ 16 % des salariés et 10 % de la richesse de l'île. Il a débuté timidement dans les années 1950 avec le premier village de toile du Club Méditerranée, le succès de la randonnée dans les îles de Méditerranée prenant le relais dans les années 1970, soit les prémices de l'écotourisme , appelé aussi tourisme durable, agrotourisme ou tourisme équitable, également  promu dans l'île proche de Sardaigne pour mettre en valeur la richesse paysagère de ces îles montagneuses,, et prévenir la pollution dont souffre ailleurs la Méditerranée
Malgré les retombées économiques de plus de 5 millions de  nuitées annuelles (tous modes d'hébergement confondus : hôtel, camping, location, gîte rural, résidence secondaire), l'activisme des indépendantistes et nationalistes, qui ont très tôt milité pour la maîtrise d'un développement respectant l'environnement naturel, a ensuite souligné l'excessive concentration de cette activité touristique sur le littoral et durant les deux mois d'été.

## Histoire

### Avant les années 1950
La Corse est restée très longtemps une « île oubliée », évitée par les premiers touristes en raison de la modestie de ses sites antiques et d'une très faible urbanisation.
L'île ne se fait connaitre que modestement, quand elle devient au XVIIIe siècle « un modèle de démocratie pour Rousseau qui projette de s’y rendre et d’y rédiger une constitution ». Le "Grand Tour", qui a donné son nom au tourisme au XVIIIe siècle, désigne le voyage en Italie des jeunes aristocrates, surtout britanniques, avec leur précepteur dans un but de formation culturelle. Il ne touche qu'indirectement l'île. La Corse est très longtemps restée en marge d'un tourisme attirés par les côtes « d'en face », provençales et italiennes.
Au milieu du XVIIe siècle, la cartographie de l'île était encore fondée sur des documents peu précis, et ses contours ne sont connus qu'avec « la venue des cartographes et dessinateurs de l’équipe du Plan Terrier » de la Corse, confié à des ingénieurs et cartographes français après la bataille de Ponte-Novu de 1769, qui a forcé à l'exil Pascal Paoli. Une équipe scientifique de 28 employés, dont 15 géomètres ou arpenteurs, et 3 écrivains, en est chargée pendant deux décennies, notamment pour distinguer les biens du roi, des communautés et des particuliers, dans le « maquis » de la propriété foncière corse, sous la direction du contrôleur Pierre Testevuide installé au couvent des Jésuites de Bastia. En 1773, ils se plaignent à l'intendant général Colla de Pradines d'être attaqués par des bandits. L'écossais James Boswell, ami de Paoli, y contribue par une carte au 1/300 000e dans son ouvrage « L'État de la Corse ».
Au début de la seconde moitié du XIXe siècle, sous le Second Empire, quelques français et britanniques veulent répliquer un « petit Nice » à Ajaccio pour en faire une station balnéaire climatique d’hiver. C'est l'époque où le culte de Napoléon Bonaparte amène des visiteurs à sa maison natale. Ce tourisme vise une clientèle aristocratique européenne, mais sans aller plus loin que quelques grands hôtels dans le "quartier des Étrangers", malgré des images littéraires et récits de voyageurs, comme la nouvelle « Une vie » de Guy de Maupassant, évoquant la région de Porto. Puis des artistes s'intéressent à la nature et d'autres aspects de l'histoire. Les forêts de Bavella et de Valdoniello inspirent Edward Lear, Ajaccio et ses environs William Cowen, les ruines d'Aléria Antoine Melling, la citadelle de Corte Theodore Compton. Mais les littoraux restent globalement très peu peuplas. La population de Propriano est par exemple de seulement environ 150 habitants au XIXe siècle.
Au début du XXe siècle des grands hôtels émergent aussi à Piana (comme l'hôtel Les Roches Rouges) et Zonza, près des sites naturels des Calanches de Piana et des Aiguilles de Bavella tandis que le Guide Joanne" de 1909 fait un sort au mythe de "bandits embusqués". Un syndicat d’initiative est créé en 1907 à Calvi, qui devient dans les années 1920 une halte, avec un " Grand Hôtel" moderne et la concession donnée à une Société Calvi-Plage, pour quelques fortunés, Russes blancs, Autrichiens, et Anglais venus de la Côte d’Azur, plus qu’une destination touristique. Tout près, l'Hôtel Napoléon Bonaparte est créé à L’Île-Rousse en 1930, dans une belle bâtisse datant de 1852, ayant appartenu à Sébastien Piccioni, où le roi du Maroc Mohammed V sera contraint de séjourner lors de son exil du milieu des années 1950. Les Corses forcés à s'exiler pour survivre ne peuvent revenir pour des vacances paisibles au village familial qu'après les congés payés de 1936 et la première moitié du XXe siècle voit la population quasiment divisée par deux, à 170 000 habitants au début des années soixante.
C'est à ce moment-là seulement  que s'amorce une remontée démographique, tandis que la dépopulation précédente s'était révélée moins forte que dans le Lot, la Creuse, la Corrèze ou l'Ariège . Entre 1962 et 1975, les naissances l'emportent sur décès de 5100   et les arrivées du continent sur les départs de 2900 , l'apport principal étant les 43 000 personnes venues hors de métropole, avec un nombre des étrangers passé de 7 000 à 30 000 : la Corse est celle des régions françaises qui en accueille le plus .

### Les balbutiements des années 1950
Le démarrage du tourisme en Corse ne s'effectue réellement qu'au milieu des années 1950, grâce à l'arrivée des campeurs dans la première commune à s'y lancer, à Porto-Vecchio, au moment où le camping commence à  se démocratiser à grande échelle en France.
En 1954, un ancêtre du Club Med, le Club Polynésie « est le premier à s'implanter sur la commune de » de Porto-Vecchio, encore vierge de tout investissement touristique. Il est « l'élément déclencheur » de « l'accession de la commune au statut balnéaire ». Les campeurs réunis au "Club Polynésie" « aimaient se retrouver le soir dans la haute-ville pour flâner et se restaurer » et les cinq restaurants y sont pleins tous les soirs. Le « marché de la Carte postale » de plages paradisiaques fait connaître la ville dans toute l'Europe.
Des précédents avaient été créés en 1928 aux Issambres, sur la commune de Roquebrune-sur-Argens dans le Var puis en 1935 sur une petite plage de la route des Sanguinaires à Ajaccio , le Scudo, un club de vacances, consacré à  la baignade, dont le journaliste sportif Dimitri Philippoff fait la promotion dans ses journaux en 1935, puis sur une plage de Calvi, en Corse, le « Club olympique de Calvi », avec Dimitri Philippoff, sur une terrain de la famille d’Édith Fillipachi, qui dirige le camp. Les affiches publicitaires vanteront un « Village de toile franco-britannique, avec confort anglais, cuisine française avec deux semaines complètes de sejour, bar américain, piste de danse, ambiance internationale » et « Club de l'horizon à Calvi » en renvoyant vers le "Village Franco-Britannique", domicilié au 8 rue Boudreau à Paris  ,.
Dans cette région de la Balagne, au nord-ouest, comme en plusieurs autres points du littoral de la Corse ayant joué un rôle pionnier, une « véritable réorientation touristique de l’économie n'est identifiable » réellement que plus tard, dans les années 1960, avec des mutations qui commencent à être  « surtout perceptibles vers la fin des années 1960 », décennie qui voit Calvi et L'Île-Rousse quadrupler leur population estivale, puis une « amplification des effets de ces choix de développement dans les années 1970 », période au cours de laquelle la Balagne va atteindre, à elle seule, un poids équivalent à 50 % du revenu touristique de la Corse. Mais auparavant, entre 1936 et 1962, la population a diminué dans toute la Balagne pour tomber globalement à la moitié de son niveau de 1896 car cette région est en crise généralisée à la fin des années 1950, avec des oliviers abandonnés, champs envahis par le maquis et murettes éboulées, même si elle n'est pas dans « une ruine comparable à celle du Cap corse ». L’huile d’olive, dont la Balagne était une des principales productrices avait été rayée de la carte dès le dernier quart du XIXe siècle par les concurrentes provençales, italiennes et tunisiennes et la percée des huiles de graine.
Le Plan d’Aménagement de la Corse de 1957 envisageait pourtant une « seconde Côte d’Azur » , mais seuls deux projets de lotissements pour résidences secondaires sur une quarantaine entrent en phase de réalisation : celui de la Compagnie Paquet à Porto-Vecchio, et un peu plus tard celui de la Marine de Davia, lancé à grand renfort de publicité, en 1963, par la Générale de Nice, avec 265 lots à  20 kilomètres de Calvi et à 4 kilomètres de L'Île-Rousse, une "Marina" de 65 hectares, baptisée du nom d'une jeune fille corse ayant épousé un roi du Maroc.

### Des infrastructures bousculées par le boom du tourisme de plein air
Le réel décollage du tourisme en Corse s'effectue au tout début des années 1960, entrainé par le récent boom du camping puis d'autres formes de tourisme de plein air, comme les villages de cases ou de bungalow qui parfois de mixent ou succèdent aux villages de toile, dans un pays où a Fédération française de camping n'est créée qu'en 1938 et reconnue d’utilité publique qu'en 1973.
En 1960, le nombre de visiteurs a déjà doublé par rapport à celui de 1954, atteignant 275000. Le camping capte 40% des 189000 arrivées de juin à septembre, puis profite plus que l'hôtellerie de leur bond de 5 à 10 % en 1961. Dès 1960-1961, les pancartes de ralliement des patrons de clubs de camping se multiplient à chaque arrivée de navire dans les ports trop petits de la Balagne. Face aux goulots d'étrangement du transport maritime, qui n'a pas anticipé cette demande et ne pèse plus que 2/3 du trafic contre 3/4 en 1954, les compagnies aériennes privées profitent des progrès de l'aviation commerciale, British European Airways créant même une ligne Londres- Ajaccio- Malte. En 1962, un tiers des arrivants sont des étrangers, « Anglais surtout, suivis des Belges, des Scandinaves et des Allemands » mais 75% arrivent toujours durant les quatre mois d'été et après octobre, un seul  paquebot mensuel accoste à Calvi.
Sur la plage de Propriano, en 1956 commencent les joyeuses soirées de trois générations du "Club Corsaire", le « Saint-Tropez Corse » offrant « joie, santé, soleil » en « bungalows modernes sur deux plages », dans le « Club des villages de soleil », vanté par les affiche de promotion,. Même si c'est seulement en 1960 que nait officiellement l'association "Club des villages de soleil", dès 1955, un « homme d'affaires séduit par l'ensemble de ce site merveilleux », y a créé "Le Corsaire", « premier village de vacances au Sud de la Corse », qui a ensuite « drainé un nombre croissant de touristes ». La Corse voit alors « naître un véritable essaimage côtier », les « Vacances au Soleil » ayant ouvert « Le Corsaire » sur le sable de Propriano et le Club Européen du Tourisme aménagé le camp de Rocca-Marina dans les criques désertes du Golfe de Sagone en 1957, en même temps que Touropa offrait pour la première fois deux semaines dans le domaine d'Anghione à 35 km au sud de Bastia, doté de 120 chambres en bungalows, avec dancing, camping et tennis.
Activités sportives et culturelles ou excursions sont partagées par les occupants des tentes de ces clubs de vacances, disséminés autour des restaurants collectifs, constructions légères, plantées sur un sol sableux ou mal débroussaillé. En 1957, le camping s'était aussi généralisé depuis quelques années sur la longue et large plage à l'ouest de Saint-Florent, petit port de pêcheurs, proche de Bastia. Dans la baie d'Ajaccio, la "Société des Auberges au Soleil", filiale de la SNCF via la SCETA, ouvre en 1959 le village des bungalows de "Marina Viva", dispersés dans la nature, ouverts d'avril à octobre et ancêtres de l'hôtel de Porticcio. Pour accroître la clientèle européenne, mais dans une vocation "sociale", la SCETA, fondée en 1941-1942 pour fédérer les filiales routières créées par la SNCF et ses ancêtres depuis 1929 , avait implanté dès 1950 à l'étranger les bureaux France Tourisme Service (FTS) et ouvert trois villages de bungalows de 500 places,d'abord autour de Saint-Raphaël, à Boulouris en 1954 et Saint-Aygulf en 1955, près du quartier des Issambres, dépendant de Roquebrune-sur-Argenspour recycler personnels et terrains au moment de fermer des lignes secondaires. Les deux premiers, réservés aux étrangers, sont réquisitionnés pour les rescapés des pluies diluviennes de la catastrophe de Malpasset qui a causé 423 morts
 fin novembre 1959,. Celui de Corse est ouvert en 1959 pour les Français.
Selon des estimations, l'hôtellerie corse ne capte plus en 1961 que 40% de l'économie de l'hébergement avec 12,5 millions de nuits contre 9 millions pour les villages de vacances et le camping, et 6 millions pour l'hébergement chez l'habitant. Elle est de plus mal répartie: à Bastia, la presse déplore régulièrement le manque de plages et d'activités, qui pénalise les hôteliers de la ville, incapables de retenir les touristes.
Le réseau routier se retrouve lui aussi inadapté en 1962: le Golfe de Girolata, n'est accessible que par mer tandis que la route de la côte orientale de Prunete-Cervione à Solenzara est vide de tourisme, quand la géographe Janine Renucci attire l'attention sur ce problème et compare les deux cantons ruraux du nord du Monte Cinto au début des années 1960: celui d'Asco profite d'une route goudronnée et d'un hôtel pour préparer la création d'une station de ski, reliée par téléphérique aux alentours de Calvi, tandis que l'autre « n'est qu'un cul-de-sac oublié », malgré les potentiels de sport et de randonnée au moins équivalentes, du Monte Padro. Elle conclut que « la Corse des touristes n'est pas la Corse des villages montagnards », hormis les circuits organisés visant à faire connaitre « le maquis en une demi-journée » ou « les quatre merveilles en un jour complet » et des villages de montagne pionniers, comme Vizzavona, où cependant la durée moyenne du séjour « n'atteint que trois jours ». Et dans des secteurs côtiers, la « vie semi-naturiste que recherchent les citadins » a pour conséquence des « déplacements verticaux qui entraînent quotidiennement la jeunesse locale des vieux villages perchés vers les ébats nautiques », note son étude. À Porto, plusieurs camps de vacances sont dépourvus d'installations sanitaires ou d'électricité et le manque d'eau potable contraint même hôteliers et campeurs à s'alimenter à l'unique fontaine. La largeur nationale Bastia-Bonifacio, seule route plate et rectiligne, se rétrécit à moins de deux mètres car le bitume vieillit. La voie ferrée Bastia-Ajaccio, qui la double, avec bifurcation vers Calvi, est menacée, et les cars reliant les villages de montagne sont mal organisés.
La croissance se poursuit cependant: le nombre de touristes qui ont visité l'île en 1963 affiche une augmentation d'environ 10 % par rapport à 1962 et de 20 % par rapport à 1961, notamment dans les campings. Le nombre des véhicules arrivant sur l'île progresse de 60% en seulement trois ans, passant de 25000 en 1959 à 40000 en 1962, alors que l'équipement hôtelier est encore très insuffisant, notamment en quantité de lits disponibles en pleine saison, même s'il s'améliore au cours de ces années-là, qui en voient plusieurs ouvrir leurs portes, le plus connu étant l'hôtel de Cala Rossa, un trois étoiles de 63 chambres à Porto-Vecchio, bâti sous l'impulsion d'une société d'économie mixte fondé en 1957, la SETCO.

### Les années 1960: l'État tente de corriger le tir
De nouvelles compagnies aériennes, Air Nautic ou Airtour, liées aux clubs de tourisme, atterrissent surtout en 1962 à Ajaccio et Calvi, proches des villages de vacances. La Compagnie Générale Transatlantique a fait quelques efforts, multiplié les rotations maritimes, créé une ligne supplémentaire Marseille-Propriano et ressuscité l'escale de Toulon, mais son nombre de places n'a augmenté que de 17% entre 1959 et 1962. L'espoir vient d'un nouveau ferry, le « Napoléon», doté d'une cale-garage à voitures, ouvrant directement sur le quai, pour une forte proportion d'automobilistes pressés d'embarquer et de débarquer.
Alors qu'en 1961-1962 les infrastructures réagissent tardivement au boom du camping, le bétonnage, parfois spéculatif, a déjà commencé. Alors que le seul véritable hôtel de luxe de l’île était à l'Île-Rousse, la voisine Calvi en comptera trente dès 1970 , s'ajoutant à la « concentration de terrains de camping et de villages vacances », notamment dans la pinède de Calvi, et s'étendant jusqu'à la commune voisine d'Algajola. Le port de plaisance sera ensuite créé en 1978 pour accueillir des yachts à Calvi.
Au début des années 1960, les hôtels de l'île étaient encore pour la plupart petits et mal connus: les 60 homologués ne représentent que 2000 chambres sur 4200. En 1960, alors qu'elle a reçu 189000 arrivants de juin à septembre, la Corse n'a que 4000 chambres d'hôtels, 2100 bungalows en villages et camps de vacances, sans compter les tentes dans ces camps, et des campings aménagés pour 2 000 personnes, d'où la mission donnée à la Setco de bâtir une centaine d'hôtels en cinq ans, offrant 3000 chambres, mais aussi et surtout d'autres villages de bungalows. C'est la première partie du programme, plus spéculatif et moins riches en emplois qu'elle a privilégié, avec 4 hôtels de prestige sur des sites exceptionnels les pieds dans l'eau, à vue imprenable, dont plusieurs seront ensuite classés.
Les prêts à long terme du Fonds de Développement Économique et Social ne lui sont donc finalement pas accordés, mais la Setco consomme son propre capital et va chercher pour compléter le Crédit Hôtelier. Le premier de ses 30 hôtels « La Pietra » à L'Île-Rousse, ouvre à L'Île-Rousse dès mai 1960, suivi par un second en 1961 à Propriano, "Arena Bianca" surplombant la plage et promettant d'être le centre d'un futur quartier soudé au village, comprenant un établissement balnéaire et plusieurs villas. Un lotissement de résidences secondaires est prévus à la même époque à Porto-Vecchio, où le domaine familial est vendu aux Croisières Paquet en 1959.
À Porticcio, juste en face du vieil Ajaccio, tassé au-dessus du port, se dessine dès 1962 un embryon d'agglomération artificielle, avec 20 maisons déjà construites et 20 autres prévus, jouxtées à au nouvel hôtel "Le Cap", cédé juste avant son achèvement à un groupe financier privé. En 1963, la SETCO empruntera même 17 millions de francs à la Caisse des dépôts et consignations, avec la garantie de l'État, pour d'autres projets, sur la rive sud du golfe d'Ajaccio et la bande côtière qui longe l'étang de Biguglia, au sud de Bastia. Ces choix d'hôtels de luxe et se heurtent à l'opposition de jeunes insulaires pas encore nationalistes. Ils ne verront pas le jour et la Setco ne vivra qu'une dizaine d'années. Achille de Susini, président d’un Mouvement du 29 novembre dénonce dès 1959 ses pratiques affairistes ». Plus largement, la société corse rejette avec virulence, au début des années 1960, la politique touristique, et la décennie et la suivante voient la multiplication des « affaires », avec d'extraordinaires plus-values foncières sur des terrains littoraux autrefois négligés, comme au domaine de Girolata convoité un temps par Brigitte Bardot ou l'Aga Khan confronté à des propriétaires corses trop exigeants, à Sperone près de Bonifacio, d'aller en 1962 en Sardaigne.
L'État est  interpellé sur des déséquilibres qui émergent déjà : les capitaux investis, viennent du dehors, comme les projets d'aménagement, générant aussi une spéculation foncière, très localisées dans quelques secteurs, entre Saint-Florent et Calvi, ou le long des golfes de Sagone et d'Ajaccio. La SETCO est accusée de se désintéresser de l'intérieur montagnard et de préférer les hôtels de luxe de rentabilité spéculative car aléatoire, inadaptés à la clientèle moyenne ou populaire qui prédomine. Même chez les citadins émerge un vague ressentiment contre « les foules de l'été, qui apportent la vie chère ».
L'État est d'autant plus concerné qu'il a créé en 1960-1961 une « Ambassade Touristique de Corse » à Paris (ATC)  et une délégation du Commissariat Général au Tourisme implantée à  à Ajaccio, avec parmi d'autres projets celui de moderniser les thermes d'Orezza ou de Pietrapol proposer aux parisiens des week-ends de chasse au sanglier grâce aux allers-retours en avion ou la création de circuits corso-sardes et un bureau de tourisme sarde en Corse, avec réciprocité en Sardaigne.
Face aux critiques du début des années 1960, l'ATC doit mettre l'accent sur l'emploi par un tourisme moins spéculatif, plus consommateur de services (camping et bungalows) et mieux réparti dans le temps et l'espace. Elle imagine alors d'encourager les habitants des villages de montagne, sans capitaux mais disposant de pièces inoccupées, à les mettre à la disposition des estivants: c'est le projet  « p{cita|aesotel » (hôtel de village). Une société financière a pour mission de meubler et rénover ces chambres pour les rendre confortables et de veiller à la présence d'un restaurant dans chacun des villages acceptant ce défi et de veiller à la présence d'un restaurant dans chacun des villages acceptant ce défi. Elle prélève 50 % pour les frais de publicité, le reste est partagé entre le propriétaire de la chambre et le restaurant. Une fois amorti, le mobilier est cédé gratuitement au propriétaire. Les villages sont choisis sont à l'écart des stations balnéaires les plus fréquentées, pour mieux répartir le flux touristique.
L'ATC promet d'assurer la publicité mais ne dispose pas de moyens équivalents à Internet. Ce sera le modèle du « paesotel » de Tomino à l'extrémité du Cap Corse et de celui d'Aitone, puis de celui de Venaco, village proche des bergeries du Verghellu, qui produisent le Muntanacciu, avec un groupe de pavillons en pierre dans un parc de pins laricios, converti par Jean Pagni en 1966 un hameau hôtelier progressivement passé du 2 au 3 étoiles.
Marcel Turon, préfet de la Corse réclame en 1963 alors des mesures pour attirer des touristes aussi en grand nombre pendant l'avant-saison, avril et mai, et l'arrière-saison, jusqu'au mois d'octobre, période où il est en Corse toujours possible pour le plus grand nombre d'encore prendre des bains. Il estime qu'allonger la saison grâce aux douceurs du printemps et de l'automne permettra de toucher la clientèle de Scandinavie.
Les compagnies publiques de transport sont mobilisées pour adapter de manière agressive leurs tarifs à cet objectif. La Compagnie générale transatlantique abaisse les siens de 50 % pour les véhicules et caravanes accompagnées d'au moins deux personnes. Plus marginalement, Air France consent une réduction de 35 % sur le prix de la traversée. Les hôteliers baissent aussi les leurs, dans des proportions variant de 10 à 20 %, à une époque où les tarifs sont moins flexibles qu'au XXe siècle et il est décidé une vaste campagne de publicité en France et à l'étranger sur le thème : "La Corse, le plus proche des pays lointains".
Rien qu'à Porto-Vecchio, la saison 1965 voit pour la première fois arriver 5000 touristes, dont désormais seulement un millier sous tentes et bungalows. C'est l'hôtel "Cala rossa", érigé au début des années 1960 et la discothèque Le Rancho Club, propriété de la famille Colonna Cesari della Rocca, ouverte au même moment, qui ont «lancé» Porto-Vecchio où des vedettes du showbizz font la fête au clair de lune. D'autres suivront en achetant, plus tard, dans des marinas, Christine Ockrent et Bernard Kouchner, Jacques Dutronc ou Michel Sardou.
Les 150 hectares de la pointe de Cala rossa appartenaient à l'un des oncles, Roch Colonna Cesari. En 1965 la ville a 6 500 habitants, dont 4700 en zone urbaine. Le tourisme recourt à des salariés sardes et nord-africains, la ville, en bordure de la Plaine d'Aléria, où les Américains ont réussi à éradiquer le paludisme à la fin de la Seconde Guerre mondiale, en arrosant le maquis au DDT, accueillant aussi beaucoup de viticulteurs et cultivateurs de clémentines pieds noirs depuis 1960. En 1967, Georges Victor Giorgetti bâtit à Punta Rossa/Cala Rossa, dans le village voisin de Lecci, sur 60 hectares et en 1969 c'est 20000 estivants au total.

### L'émergence du mouvement nationaliste
Dès le début des années 1960 émerge un mouvement nationaliste très vigoureux. La lutte pour le chemin de fer corse, appelé "Trinichellu", menacé de fermeture par le gouvernement, qui ne renvoie pas seulement aux questions de transport et d’emplois, mais est investi d’une haute charge symbolique car voulu par la République en 1873, provoque l’apparition à Ajaccio du "Mouvement du 29 novembre" 1959, fondé à Ajaccio lors d'un congrès présidé par Achille de Susini. Ses cofondateurs sont Albert Ferraccco, candidat de la liste PCF aux élections municipales de mars 1959, qui n'eut aucun élu malgré 37% des voix, et Ange-Marie Filippi-Codaccioni, tous deux organisateurs au même moment de plusieurs manifestations contre l'OAS, et à Bastia de celle du "Groupement pour la Défense des Intérêts Économiques de la Corse" (DIECO).
En mai 1960, le Premier ministre Michel Debré annonce un site d'expérimentation nucléaire à l'Argentella, pour pallier les essais en Algérie mais doit y renoncer un mois plus tard: le "Mouvement du 29 novembre" organise des manifestations victorieuses à Ajaccio, Calvi, ou encore Bastia, avec des drapeaux à tête de maure, ce qui est considéré comme « les prémices des mouvements écologistes et autonomistes corses des années 1970 ». Il obtiendra aussi la fermeture de la Mine d'amiante de Canari, et ses rejets toxiques au large du Cap Corse, qui a lieu finalement en 1965. Ce "Mouvement du 29 novembre" négocie dès la rentrée 1961 un statut fiscal pour encourager les petites entreprises locales  puis lance une grève en décembre.
En 1963 a lieu à Corte le 1er congrès de l’« Union Nationale des Étudiants Corses » et Charles Santoni fonde « Union Corse - l’Avenir » à Paris avec des intellectuels et  étudiants tandis qu'en 1964, Max Siméoni et Paul-Marc Seta fondent le « Comité d’Étude et de Défense des Intérêts de la Corse » (CEDIC), réclamant un statut fiscal compensant l’insularité. Parmi les radicaux de gauche soucieux de préservation des sites naturels, le sénateur maire de Venaco François Giacobbi œuvre au Parc naturel régional de la Corse (PNRC), finalement ouvert en 1971.

### Les années 1970
Les années 1970 voient l'apparition en Corse du plus célèbre sentier de grande randonnée français mais aussi une intensification de l'action nationaliste, en particulier dans la région du Fiumorbo et de Ghisonaccia, au nord de Porto-Vecchio sous l'impulsion de l'Action régionaliste corse (ARC) et du docteur Max Siméoni, un de ses principaux dirigeants. La « prise de conscience du capital esthétique exceptionnel de la Corse », née du développement touristique des années 1960, se poursuit et s'amplifie au cours de la décennie suivante, d'autant que la « beauté écrasante » de l’île est soulignée dans le rapport, par ailleurs très controversé, d'un cabinet de consultants américains, l'Hudson Institute commandé par la DATAR en 1970.
Dès le 30 août 1970 à Barchetta, un incendie, d'origine criminelle détruit trois des cinq bâtiments d'une scierie appartenant à Roland Chapuis, originaire d'Oran, soit le troisième attentat en deux mois contre des rapatriés d'Algérie installés en Corse. Elle vise les établissements tenus par des rapatriés d'Afrique du Nord. La Corse en accueille 6 000 environ avant 1962 et 8 000 après  et ils ont obtenu des faveurs aux moment des nouvelles stratégies d’aménagement régional en 1957 car ils s'estimaient ruinés et traumatisés par une loi d'indemnisation tardive et insuffisante dans les anciennes colonies, selon André Fazi, proSesseur d'histoire-géographie au lycée d'Ajaccio, puis maître de conférences en science politique à l'Université de Corse, qui possédait une vigne en plaine orientale dès 1960 avait soutenu une thèse à la Sorbonne sur ce sujet.
Une enquête du début des années 1970 a par ailleurs montré la conservation d'un important tourisme familial interne à la Corse: sur 100 000 personnes environ habitant les deux principales agglomérations corses, Bastia et Ajaccio, près de 12000 « montent au village » tous les dimanches, tandis que 18500 y vont au printemps et près de 35000 pendant les vacances.
À partir de 1976, c'est un établissement public, le Conservatoire du littoral, qui acquiert des pans entiers la côte, jusqu'à en détenir 20 %, soit 14 690 hectares protégés un quart de siècle après.
Par ailleurs, le sentier de grande randonnée 20, dit "GR20", du numéro du département unique de Corse, et centré sur un parcours au plus près de l'arête dorsale de l'île, reçut homologation en 1971 par le Comité national des sentiers de grande randonnée, qui salue un itinéraire sportif permettant la traversée de l'île. Un peu avant avait débuté très modestement en Corse, dans les années soixante, la randonnée pédestre. Après une étude financée par le Ministère de l'Agriculture, des modifications et améliorations furent proposées aux associations souhaitant développer dans l'île la randonnée. Il sera plus tard immortalisé dans Les Randonneurs, un film français réalisé par Philippe Harel, sorti en 1997.

### Les années 1980
Les attentats en Corse visant le tourisme se multiplient au début des années 1980 et passent d’une soixantaine par an en fin de décennie 1970 à 438 en 1980, puis 247 en 1981 et même 808 en 1982. Ceux visant les résidences secondaires sont  revendiqués par le FLNC mais les rivalités entre malfrats amènent à menacer et toucher aussi des bars, restaurants ou discothèques.
En 1982, le tourisme fait travailler 15 000 personnes, dont 70% de saisonniers et 40%  de Corses, qui représentent cependant 60% des cadres et deux tiers des employeurs du secteur touristique, proportion qui restent à peu près équivalentes en 2010. La Corse vit au cours des années suivantes une envolée de l'arrivée ds touristes étrangers, notamment  dans la seconde moitié des années 1980: ils représentent 48% du total au cours de l'été 88. Les Italiens y sont même largement plus nombreux que les Corses dès 1987 avec 220 000 visiteurs contre 150000.
L'île reste cependant la région du sud de France où les côtes sont les moins urbanisées, seulement 30% du littoral occupé. Mais les efforts pour mieux répartir l'activité touristique dans le temps se relâchent au fil des décennies. À la fin des années 1980, la Corse accueillait ainsi 86% de ses touristes sur une période de seulement de quatre mois, en juin septembre, contre 57% pour la Sicile, il est vrai bénéficiaire hors saison d'importants circtuits centrés sur ses vestiges antiques et les richesses de art normand;
A la fin des années 1980, la Corse compte au total 89 villages de vacances et 180 camping, ce secteur du tourisme, dynamique depuis le début de l'expansion touristique de l'île continuant à jouer un très grand rôle en complétant la présence de 250000 lits hôteliers à travers l'île à la même période

### Les années 1990
Une enquête à la fin des années 1990 a montré la conservation d'un important tourisme familial interne à la Corse, sur une île où l'abondance de patronymes composés met parfois en avant l’attache au village familial: sur 100 000 personnes environ habitant les deux principales agglomérations corses, Bastia et Ajaccio, près de 12000 « montent au village » tous les dimanches, tandis que 18500 y vont au Printemps et près de 35000 pendant les vacances. Malgré cela, environ 29% seulement des résidences secondaires appartiennent à des Corses, sachant que ces dernières sont pour la plupart d'origine familiale et dans les villages de montagne traditionnels.
Les résidences secondaires appartenant à des non-corses se concentrent peu à peu vers quelques zones. La frange côtière  la plus touristique de la Balagne a subi un coup d’accélérateur à la fin de la décennie 1990, en particulier par l'urbanisation de plusieurs quartiers de résidences secondaires dans les communes de Lumio et Algajola, où une partie des acquéreurs sont italiens.

### Les années 2000
En 2001, près de 2,2 millions de vacanciers ont profité des plages et généré 10 % des revenus de la Corse. La pression touristique globale sur le littoral se relâche en janvier 2002, quand la loi Corse décide le transfert à la collectivité territoriale de Corse, ce qui en fait le premier propriétaire de l'île, loin devant le Conservatoire du littoral, des sites que l'État n'occupe pas : 55 000 hectares de forêt, le réseau ferré, des collèges et lycées, les ports de Bastia et Ajaccio, quatre aéroports, et des casernes abandonnées par l'armée à Montlaur ou le site archéologique d'Aléria.
Cette loi a stoppé la spéculation immobilière, selon Paul Silvani, ancien directeur du journal La Corse et auteur de "L'Or bleu de la Corse",. Elle amène aussi l'élaboration, en plusieurs versions, et sur fond de débats particulièrement intenses, du plan d’aménagement et de développement durable de la Corse (PADDUC), par la majorité régionale, alors que des associations de propriétaires veulent au contraire une « désanctuarisation » d’une partie du foncier, face aux associations écologistes, « le plus souvent dotées d’une sensibilité régionaliste modérée », qui militent pour le strict respect des lois littoral et montagne.
Entre 2000 et 2006, le contrat de plan État-Région a pour conséquence la modernisation de plus de 8500 lits et la création de 30 hôtels, totalisant 1200 lits en plus d'un peu moins de 300 meublés. À partir de 2007 la Collectivité Territoriale de Corse prévoit aussi pour cette activité un « dispositif d'aide à la structuration et à l'accompagnement des pôles touristiques ». Au milieu des années 2000, le nombre de séjours se stabilise entre 2 et 2,5 millions de visiteurs par an. « L'étalement de la saison touristique tant souhaité reste un vœu pieux ». L’internationalisation de la clientèle est bien moins forte que dans les autres îles méditerranéennes, avec 75% de Français.
La décennie des années 2000 n'a pas permis, pas plus que la précédente, une réelle diffusion de l'activité touristique des régions dites "historiques", les plus riches en sites connus et infrastructures d'hébergement, avec pour corollaire une pression foncière jugée très importante, vers l'ensemble des territoires. Ainsi, en 2010, la région côtière de la Balagne attirait toujours 24% des séjours et 27% des nuitées, selon les totalisations de l'Agence du Tourisme de la Corse, tandis que l'autre pôle dominant, baptisé "extrême Sud" totalisait pour sa part 19% des séjours et 20% des nuitées. En 2011, la population insulaire totale se répartissait aux quatre cinquièmes sur les 98 communes littorales de Corse, avec des disparités énormes, les aires urbaines concentrant les deux tiers de cette population littorale, même si Bastia, pourtant labellisée Ville d’Art et d’Histoire n'est toujours pas une grande ville du point de vue touristique. Autre échec, mais relatif, des efforts de la politique touristique et de ses développements dans le domaine des formations, les personnes venues de l’extérieur occupaient encore un tiers de l’emploi saisonnier en 2010 mais cette proportion grimpait à 55% pour les postes d’encadrement salarié, dans un secteur il est vrai aussi très riche d'entreprises de petite taille. La décennie suivante, dès ses débuts, s'est inscrite dans la continuité car les deux régions historiques, la Balagne et celle baptisée "extrême Sud", totalisaient en 2014, à elles seules, environ 40% du nombre total de lits marchands en Corse.

### Les années 2010
Dès 2009, la première mouture du Plan d’aménagement et de développement durable de la Corse (PADDUC), trop axée sur l'« économie résidentielle » avait provoqué un rejet, même si les sentiments varient selon les communes, entre une défiance locale dans bien des endroits, mais aussi des incitations à l’installation par certains élus locaux. Domine toujours le rejet majoritaire du risque d'une économie trop centrée sur mono-activité touristique, le tourisme étant toujours assimilé à un « un mal nécessaire ».
Les années 2010 sont marquées par un réveil de la vigilance environnementale corse après un livre-enquête d’Hélène Constanty, journaliste à L'Express. Son enquête interpelle sur la pression immobilière, qui voit des golfes et criques de plus en plus bétonnés par des promoteurs, des nationalistes reconvertis dans les affaires et des célébrités, en violation de la loi Littoral de 1986. Les permis de construire sont accordés par des maires trop faibles pour résister aux pressions, et adoubés par des préfets politisés. Le livre cite plusieurs exemples, parmi lesquels le village de Patrimonio, près de Saint-Florent. L'inquiétude se porte même sur d'autres secteurs emblématiques, proches du site de Cupabia, classé Natura 2000, une plage partagée entre les communes de Serra di Ferro et Coti Chiavari, par un des ruisseaux du Taravo, où de longue date des mesures de protection des boisements de genévriers de Phénicie et d'une grande richesse florale ont été signées par les élus, et des engagements environnementaux adoptés par les riverains, pour des activités nautiques sans mouillages fixes, ni corps-morts, ou ancres à sable afin de protéger les posidonies et un site botanique qui a fidélisé sa clientèle, souvent des habitués depuis quatre générations
Par ailleurs, la violence continue, parfois sous des formes mystérieuses. Richard Casanova, chef du Gang de la Brise de mer, connu pour son OPA des années 1980 sur les boites de nuit en Corse, est ainsi retrouvé assassiné en 2008 à Porto-Vecchio (Corse-du-Sud) en possession de documents sur la résidence touristique Alba Rossa de Serra-di-Ferro, ex-centre de vacances de la Caisse d'allocations familiales de la Somme, revendu plusieurs fois avec d'importantes plus-values à partir de 2004. Fin août 2011, un commando armé encercle une famille de vacanciers dînant autour du chalet en bois qu'on leur a prêté, dans un lieu paradisiaque du littoral, et la conduit dix kilomètres plus loin avant de détruire le chalet par une explosion .
De son côté l'association de protection de l’environnement U Levante multiplie les procédures pour dénoncer le non-respect de la loi littoral et du Padduc (plan d'aménagement et de développement durable de la corse). En décembre 2012, le tribunal administratif, saisi par U Levante, décide d'annuler le permis de construire de 12 villas du hameau de Sarraghja, promu à Sartène par la société PCPG, déjà active près du golf de Sperone, à Bonifacio, associant Paul Canarelli, propriétaire du domhttps://journals.openedition.org/teoros/3082#ftn3aine de Murtoli et Pascal Grizot, vice-président de la Fédération française de golf. Tous deux envisagent alors de s'associer au golf de Sperone avec un producteur de cinéma. En juin 2012, dans une autre affaire, c'est cette fois l'Office central pour la répression de la grande délinquance financière (OCRGDF) qui est mobilisé, quand 4 personnes sont mises en examen pour escroquerie, blanchiment ou abus de biens sociaux, par le juge d'instruction Charles Duchaine, qui exige saisie de trois appartements, en Corse et sur le continent. Parmi les 4, Jean-Luc Codaccioni, ex-proche de Jean-Jérôme Colonna.
Alors qu'environ un tiers des logements sur l'île sont des résidences secondaires, avec des pointes à 80 % dans certaines communes, ce qui alimente les débats, l’Assemblée régionale Corse créé en 2014 un « statut de résident », exigeant une résidence principale de cinq années de suite avant de pouvoir acheter un bien immobilier sur l’île, en s'inspirant de Monaco, Jersey, ou d'autres territoires de fortes pressions foncières.
En 2014, une trentaine d’entretiens semi-directifs de résidents secondaires de la commune de Lumio (Haute-Corse), qui avec Algajola rassemble le plus de résidences secondaires en  Balagne, a mis en lumière un niveau d'ancrage local très variable, l'enquête distinguant 4 groupes différents, les « enracinés », les « détachés », les « habitués » et les « enclavés ». L'Université de Corse lance de son côté une étude expérimentale sur la mobilité, plus globalement, des touristes, en utilisant les données de leur téléphone portable, tandis que l'agence de promotion du tourisme, l'ATC, décide d'éviter  la promotion des sites naturels les plus recherchés, qui subissent parfois une très forte pression de visiteurs l'été, pour se concentrer sur la valorisation d'autres endroits, comme le souhait avait été exprimé dès les années 1960, la Corse ne disposant pas d'autant de monuments historiques que  l’Italie et l’Espagne. Au cours des années 2010, la croissance touristique ne ralentit pas mais subit des coups d'arrêts certains étés, soulignant la dépendance à la clientèle internationale. L'Insee de Corse révèle ainsi en 2019 une baisse de 7% par rapport à 2018 du nombre de nuitées, à 10 millions, soit un retour au niveau de 2016 après plusieurs années de constante augmentation, le recul étant de près de 9% pour les étrangers, plus sensibles à la météo moyenne de cette saison, qui a entrainé des séjours plus courts, en particulier sur le "cœur de saison", la période de juillet et août.
À la fin de la décennie, des tensions se cristallisent au sujet du modèle de développement de l'île, tout particulièrement pour le tourisme familial, entre l’État et les propriétaires de paillotes corses, au moment de la révision du plan d'aménagement adopté en 2015 et « conçu comme un outil contre la spéculation immobilière », notamment concernant l'immobilisme de l’État sur les grands projets immobiliers touristiques, en contradictions avec le tourisme durable et son esprit.
La préfète de Corse, représentant l’État dans l'île, veut alors mettre fin au « désordre sur le domaine public maritime », pour faire respecter la loi littoral, en s'attaquant aux paillotiers corses qui sont souvent des PME familiales bénéficiant d'autorisation d'occupation temporaire du domaine public (AOT), toujours nombreuses à la fin des années 2010.
Pour la saison 2019, la presse révèle en plein été, à la mi-juillet, que sur 345 demandes, 81 AOT ont été refusées et 84 sursis accordés jusqu'en 2020, en se basant sur les chiffres annoncés par la préfète Josiane Chevalier. De leur côté, les propriétaires de paillote, visés par des interdictions ou des non-renouvellements, reprochent à l'État d'être dans le deux poids et deux mesures et de trop souvent fermer les yeux sur « les riches propriétaires du Continent qui ont des soucis d'urbanisme ». Ils estiment que les grands groupes ayant leur siège sur le « continent » (Accor, Barrière, Club Med, Veolia…) sont favorisés, mais aussi des particuliers et des célébrités. Parmi les cas évoqués, le géant mondial de l'hôtellerie Accor, qui a pu installer le ponton maritime de son Sofitel de Porticcio, ou le célèbre Club Med de Cargèse, d'abord tenté par une fermeture, qui a installé 400 transats directement sur la plage. Implanté dans cette commune depuis 1970, le Club Med, doté alors d'un nouvel actionnaire chinois, a annoncé finalement qu'il quitte Cargèse définitivement, mais reste à Sant'Ambroggio, sur la commune de Lumio, par le biais d'un bail locatif, tandis que Jean-Marc Ettori, président de Corsicatours, a fait miroiter une reprise mais en demandant une extension du domaine vers l'intérieur des terres .
La presse économique a évoqué aussi le cas de personnalités connues comme l'homme d'affaires Pierre Ferracci, père d'un proche d'Emmanuel Macron, et de ses villas sur le golfe de la Rondinara, mais aussi le port privé qui appartenait à l'écrivain décédé Jean d'Ormesson, dont la conception fait que « la bande des 100 mètres n'a jamais été respectée » selon des Corses cités dans la presse.

### Les années 2020
Dans les années 2020, la Corse met en place des quotas pour les vacanciers , dans des endroits très fréquentés comme le site de Bavella, la Restonica, et les îles Lavezzi. Ces dernières accueillent chaque été 180000 vacanciers sur seulement  deux kilomètres carrés et le Conseil scientifique de la réserve naturelle des Bouches de Bonifacio prévoit de plafonner à 200000 entre 2022 et 2026.

## Types d'activités

### Diversité des choix
- plage
- navigation de plaisance
- plongée sous-marine
- canoë-kayak

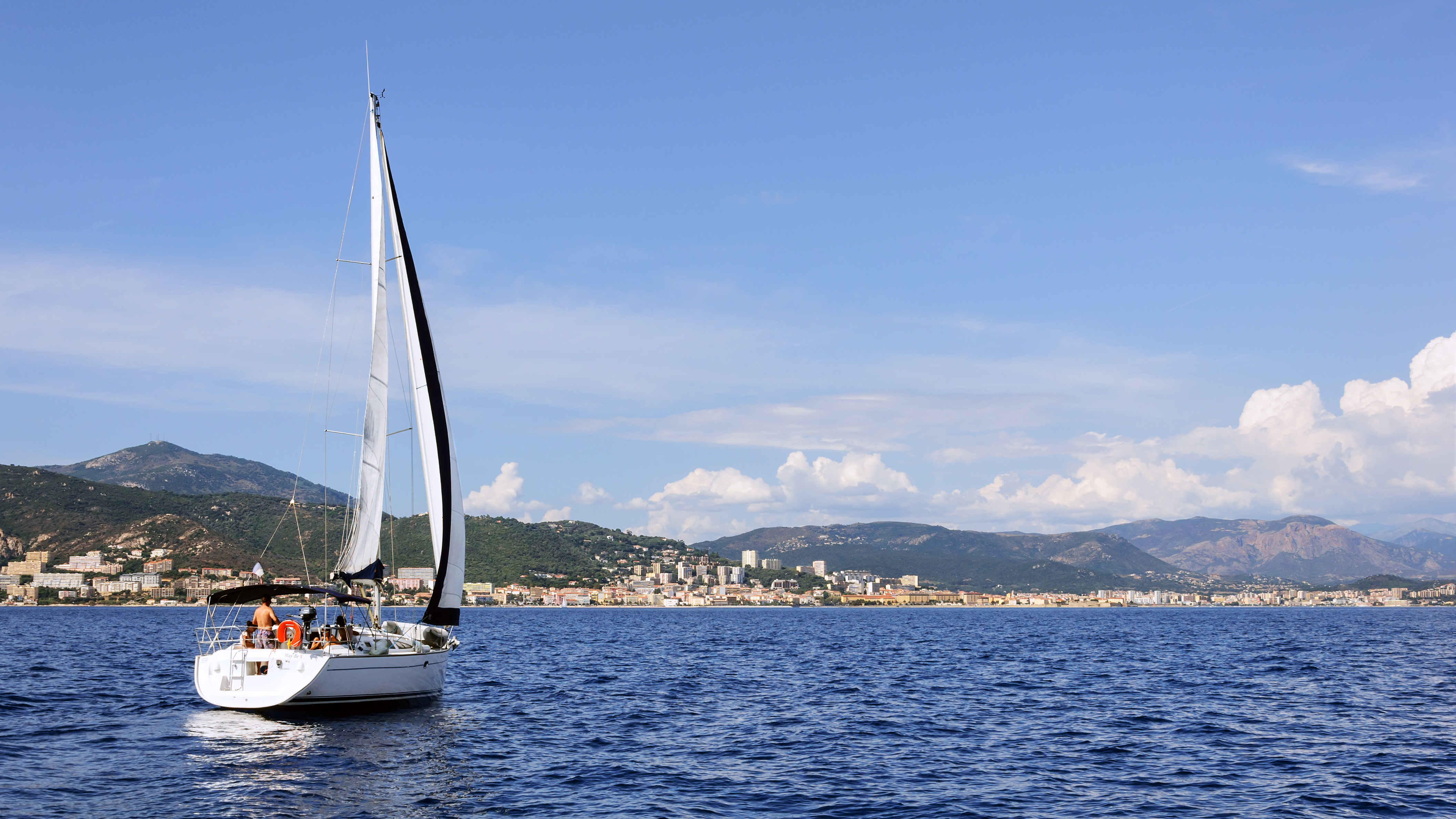
Nautisme à la voile en baie d'Ajaccio

- randonnée (pédestre et équestre) : notamment avec le GR 20
- escalade
- ski
- chasse
- pêche
- cyclotourisme
- moto

### Le ski
La Corse dispose de trois toutes petites stations, en fait plutôt des stades de neige surtout utilisés en fin de semaine, gérées par les populations locales. Le ski de fond est considéré comme mieux adapté aux conditions météo.

### La randonnée équestre
Dans les régions du Niolu et de l'Alta Rocca a émergé la randonnée équestre au début des années soixante dix. Des clubs privés organisant des promenades à cheval sont concurrencées par des associations, comme  la Rustaghja en Castagniccia.

## EnCorse-du-Sud
- Calanques de Piana
- Golfe de Porto

### Cascades
- Piscia di Gallo
- Polischellu

### Mégalithiques et autres traces de vie préhistorique
- Araghju
- Cucuruzzu
- Filitosa

## EnHaute-Corse
- Désert des Agriates
- Gorges de la Restonica

## Les résidences secondaires
Ce tableau indique les communes corses qui comptaient en 2008 plus de 500 résidences secondaires.
| commune         | département  | arrondissement | Rés. secondaires |
| --------------- | ------------ | -------------- | ---------------- |
| Porto-Vecchio   | Corse-du-Sud | Sartène        | 4 906            |
| Ajaccio         | Corse-du-Sud | Ajaccio        | 2 928            |
| Zonza           | Corse-du-Sud | Sartène        | 2 294            |
| Calvi           | Haute-Corse  | Calvi          | 2 074            |
| Grosseto-Prugna | Corse-du-Sud | Ajaccio        | 1 988            |
| Lumio           | Haute-Corse  | Calvi          | 1 577            |
| Ghisonaccia     | Haute-Corse  | Corte          | 1 570            |
| Lecci           | Corse-du-Sud | Sartène        | 1 563            |
| Linguizzetta    | Haute-Corse  | Corte          | 1 481            |
| Borgo           | Haute-Corse  | Bastia         | 1 242            |
| L'Île-Rousse    | Haute-Corse  | Calvi          | 1 114            |
| Bonifacio       | Corse-du-Sud | Sartène        | 995              |
| Propriano       | Corse-du-Sud | Sartène        | 894              |
| Saint-Florent   | Haute-Corse  | Calvi          | 862              |
| Cargèse         | Corse-du-Sud | Ajaccio        | 839              |
| Conca           | Corse-du-Sud | Sartène        | 824              |
| Pietrosella     | Corse-du-Sud | Ajaccio        | 818              |
| Olmeto          | Corse-du-Sud | Sartène        | 786              |
| Sartène         | Corse-du-Sud | Sartène        | 781              |
| Vico            | Corse-du-Sud | Ajaccio        | 714              |
| Calcatoggio     | Corse-du-Sud | Ajaccio        | 707              |
| San-Nicolao     | Haute-Corse  | Corte          | 699              |
| Serra-di-Ferro  | Corse-du-Sud | Ajaccio        | 661              |
| Poggio-Mezzana  | Haute-Corse  | Corte          | 653              |
| Monticello      | Haute-Corse  | Calvi          | 649              |
| Coti-Chiavari   | Corse-du-Sud | Ajaccio        | 593              |
| Albitreccia     | Corse-du-Sud | Ajaccio        | 570              |
| Sari-Solenzara  | Corse-du-Sud | Sartène        | 513              |

## Hébergement en plein air
Le camping est une forme d'hébergement populaire en Corse, particulièrement durant la saison estivale. Il constitue une alternative appréciée aux hôtels traditionnels, notamment pour les familles, les groupes et les voyageurs en quête de nature. La Corse-du-Sud, et plus précisément la région de Porto-Vecchio, concentre un grand nombre de campings grâce à sa situation idéale entre mer et montagne. Certains établissements, souvent tenus en famille depuis plusieurs générations, proposent une immersion dans un environnement préservé, avec un accès direct à la nature, des espaces aquatiques, et une atmosphère conviviale. Parmi ces structures figure notamment le **camping Pitrera**, un **camping familial en Corse du Sud situé à Porto-Vecchio**, représentatif de ce modèle d’hôtellerie de plein air sur l’île.
Le site Tourisme en Corse recense plusieurs campings familiaux répartis dans les différentes régions.

## Artisanat et création locale
Le tourisme en Corse s’appuie également sur la richesse de ses savoir-faire artisanaux. Parmi eux, on peut citer le bijoutier Marc Ricca, installé à Porto-Vecchio et Porticcio, dont les créations, inspirées par l'identité insulaire, attirent une clientèle locale et touristique.